# Герб Блекинге
Герб Блекинге (швед. Blekinges vapen) — символ исторической провинции (ландскапа)
Блекинге (провинция), Швеция. Также употребляется как официальный символ современного административно-территориального образования лена Блекинге (лен).

## История
Герб Блекинге был разработан в 1660 году для представления недавно включённой в состав Швеции новой провинции на похоронах короля Карла X Густава.
Как герб лена Блекинге этот знак утверждён 1944 года.

## Описание (блазон)
В лазоревом поле золотой дуб с тремя золотыми коронами, нанизанными на ствол.

## Содержание
Считается, что три короны на гербе провинции появились как провокационный символ, который должен был подчеркнуть победу над датчанами (три короны, одна над другой, украшали в XVII в. Башню королевского замка в Копенгагене). В 1944 году было уточнено, что дерево на гербе — это дуб.
Герб ландскапа может увенчиваться герцогской короной. Герб лена может использоваться органами власти увенчанный королевской короной.

Герб ландскапа с герцогской короной
Герб лена с королевской короной